# بخش گلپارا
بخش گلپارا (به انگلیسی: Goalpara district) یک منطقهٔ مسکونی در هند است که در Lower Assam Division واقع شده‌است. بخش گلپارا ۱٬۸۲۴ کیلومتر مربع مساحت و ۱٬۰۰۸٬۱۸۳ نفر جمعیت دارد.